# Джокер (фильм, 2012)
«Джо́кер» (англ. Joker, хинди जोकर्) — индийский фильм на языке хинди 2012 года выпуска режиссёра Шириша Кундера. В главных ролях снялись Акшай Кумар и Сонакши Синха. Фильм был подвергнут резкой критике аудитории и «провалился» в прокате, сделав сборы всего в $7.9 млн.

## Сюжет
В 1947 году, когда чертились границы Индии и Пакистана, вымышленной деревне Паглапур (хинди पगलापुर, Город дураков) нигде не нашлось места на карте. После одного из боёв во время передела границ, пациенты крупнейшей психиатрической лечебницы региона вырвались на свободу и поселились в Паглапуре, создав свою собственную республику.
В наше время молодой учёный-уфолог Агастья пытается с помощью своего нового изобретения установить контакт с инопланетянами, но безуспешно. НАСА даёт ему отсрочку в один месяц, и, если он не найдёт сигнал от пришельцев, она порвёт контракт с Агастьей. В это время Агастье приходит письмо о том, что его отец смертельно болен, и Агастья должен приехать в Паглапур. Вместе с ним едет его супруга Дива.
Приехав в деревню Агастья и Дива встречаются с очень разными людьми: братом Агастьи Баббаном, который придумал свой собственный язык и разговаривает только на нём; деревенским учителем Гурудживом, думающем, что Вторая Мировая война всё ещё продолжается; Раджу, провозгласившем себя царём Паглапура, «отцом нации» Лордом Фокландом, дед которого 60 лет назад первым напал на охранников психбольницы, мальчиком Готти, который считает себя лампочкой и всегда висит вверх ногами, и другими не менее эффектными персонами.
Однако вскоре выясняется, что отец Агастьи вовсе не болен, а солгать ему пришлось, чтобы Агастья решил проблему с водой в их деревне. Там построили плотину, из-за которой доступ к воде перекрыт. Агастья обращается за помощью к представителям трёх штатов, между которыми находится Паглапур, но, так как Паглапура нет на карте, они не могут поставлять воду в деревню.

«Ваша деревня как карточный джокер. Он тоже часть колоды, но ни к одной масти не принадлежит».

Чтобы власти хоть как-то обратили внимание на деревню Паглапур, Агастья решает с помощью психов начертить круги на полях, якобы это послание от инопланетян. В деревню съезжаются чуть ли не все журналисты Индии, чтобы посмотреть странное явление. Затем туда приезжают туристы. Жителям деревни удаётся собрать деньги, после того, как они сделали из старой психбольницы отель. Но всё спокойствие нарушает приезд Саймона — давнего врага Агастьи. Он может разоблачить тайну жителей деревни, и Агастья не должен этого допустить.
Ситуацию спасает Качуа-«черепаха», когда ночью он напугал Диву, поскольку она приняла его за пришельца, шевелящегося в траве. Агастья изготавливает для него костюм пришельца, чтобы следующей ночью он пошёл к журналистам. После того, как на телевидении появились репортажи об инопланетянине, представители трёх штатов, между которыми находится Паглапур, хотят предоставить помощь деревне, но Агастья отказывается.
Ещё несколько ночей подряд «инопланетяне» беспокоят журналистов. А чтобы Саймон не разоблачил их, они похищают его и прячут в их тайнике — стволе дерева со скрытым проходом. Но ФСБ высылает в Паглапур военных, чтобы те разыскали Саймона. Агастья решает прекратить шоу и отпустить Саймона. Ночью все «инопланетяне» выносят с собой большой светящийся воздушный шарик, который играет роль летающей тарелки, и Саймона, чтобы отпустить его. Агастья приказывает отпустить шарик и в этот момент отключает светодиоды на костюмах. Но Саймону удалось взять нож из убежища, и он прорезает шарик. Шарик падает, и журналисты узнают обман.
Агастья привёз с собой в деревню своё изобретение и попросил Баббана спрятать его в надёжное место. И, когда жителей деревни пытаются отвезти в полицию, он получает сигнал из космоса, а его придуманный язык становится универсальным для него и инопланетян. В это время в Паглапур прилетает настоящая тарелка с инопланетным существом внутри. Инопланетянин обещает подарок для жителей Паглапура после того, как он улетит. Этим подарком оказывается нефть в земле Паглапура.

## В ролях
- Акшай Кумар — Агастья Раджкумар / Сатту
- Сонакши Синха — Дива
- Шреяс Талпад — Баббан
- Миниша Ламба — репортёр
- Гурприт Гугги — Бобби
- Даршан Джаривала — Баба
- Асрани — Гуруджив
- Санджай Мишра — Раджа
- Винду Дара Сингх — Сунди
- Питобаш Трипати — Качуа
- Алекс О’Нелл — Саймон

## Производство
Этот проект был в разработке у Шириша Кундера в течение нескольких лет, прежде чем нашёл финансирование. Ему также пришлось провести переговоры для использования конкретного названия, которое, по словам Кундера, было важно для сценария. Продюсерами фильма стали Фара Хан и Акшай Кумар, выпустив его под собственными баннерами Three's Company и Hari Om Entertainment. Фильм был снят в 3D с использованием 3D-камер, однако в июне 2012 года было объявлено, что он будет выпущен в 2D-формате, чтобы не рисковать на случай провала.
Известный актёр кино на маратхи Шреяс Талпаде был выбран на роль брата главного героя. Пару ему составила Миниша Лабма, выбранная на роль наивного телерепортёра. На главную женскую роль первоначально претендовала Асин, в то время как Сонакши Синха должна исполнить item-номер. Однако главная роль отошла Сонакши, когда Асин отказалась от съёмок из-за плотного графика.
Первые съёмки были намечены в Лудхиане, но затем локацию сменили на Чандигарх, где начали снимать в феврале 2011 года. За 19 дней было отснято 40% материала. Следующий этап съёмок начался в 17 мая в Мумбаи и продлился до июня того же года.

## Саундтрек
Этот саундтрек стал первым хиндиязычным в карьере тамильского композитора Г. В. Пракаш Кумара, племянника знаменитого А. Р. Рахмана.
| №  | Название         | Исполнитель                       | Длительность |
| -- | ---------------- | --------------------------------- | ------------ |
| 1. | «Kafiraana»      | Сунидхи Чаухан и В. Сай Субханкар | 5:00         |
| 2. | «Jugnu»          | Удит Нараян                       | 4:10         |
| 3. | «Sing Raja»      | Далер Менди и Сону Каккар         | 3:50         |
| 4. | «Yeh Joker»      | Сону Нигам и Швета Пандит         | 4:40         |
| 5. | «Tears of Joker» | без вокала                        | 3:20         |
| 6. | «Alien Arrival»  | без вокала                        | 2:48         |

## Критика
| Рейтинги           | Рейтинги                                                                           |
| Издание            | Оценка                                                                             |
| ------------------ | ---------------------------------------------------------------------------------- |
| Bollywood Hungama  | 1 из 5 звёзд · 1 из 5 звёзд · 1 из 5 звёзд · 1 из 5 звёзд · 1 из 5 звёзд           |
| Раджив Масанд      | 1,5 из 5 звёзд · 1,5 из 5 звёзд · 1,5 из 5 звёзд · 1,5 из 5 звёзд · 1,5 из 5 звёзд |
| Rediff.com         | 1,5 из 5 звёзд · 1,5 из 5 звёзд · 1,5 из 5 звёзд · 1,5 из 5 звёзд · 1,5 из 5 звёзд |
| The Indian Express | 1 из 5 звёзд · 1 из 5 звёзд · 1 из 5 звёзд · 1 из 5 звёзд · 1 из 5 звёзд           |
| Hindustan Times    | 1 из 5 звёзд · 1 из 5 звёзд · 1 из 5 звёзд · 1 из 5 звёзд · 1 из 5 звёзд           |
| Outlook            | 1 из 5 звёзд · 1 из 5 звёзд · 1 из 5 звёзд · 1 из 5 звёзд · 1 из 5 звёзд           |
| NDTV               | 1 из 5 звёзд · 1 из 5 звёзд · 1 из 5 звёзд · 1 из 5 звёзд · 1 из 5 звёзд           |

Фильм получил негативные отзывы критиков. Энди Вебстер из газеты The New York Times написала, что фильм «похоронен под горой статичности».
Анил Синанан из журнала Time Out добавил, что «если вы находите идею высадки инопланетян в Индии и биги-вуги под непристойные песни забавными, то это для вас. В противном случае это посмешище, а не фильм».
Кинокритик Таран Адарш заметил, что в отличие от предыдущего фильма Кундера, в этот раз стремление сделать развлекательный фильм, который попадает в правильные ноты, не потерпело неудачу.
Его коллега Раджив Масанд счёл, что из этого материала можно было бы сделать захватывающий детский фильм, если бы Кундер не стал жертвой старой ошибки — принял своих зрителей за дураков.
Раджа Сен с портала Rediff.com назвал юмор в фильме «раздражающим, утрированным, жестоким, оскорбительным, мучительным и непригодным для просмотра».
Анупама Чопра из Hindustan Times также раскритиковала юмор в картине, добавив, что во второй половине фильм теряет всякое подобие связности.
Шубра Гупта из The Indian Express отметила, что фильм не был интересным ни разу на всём протяжении.
Намрата Джоши в своём отзыве для Outlook пожаловалась на отсутствие в фильме элементов неожиданности, новизны и свежести.